# 治安出動

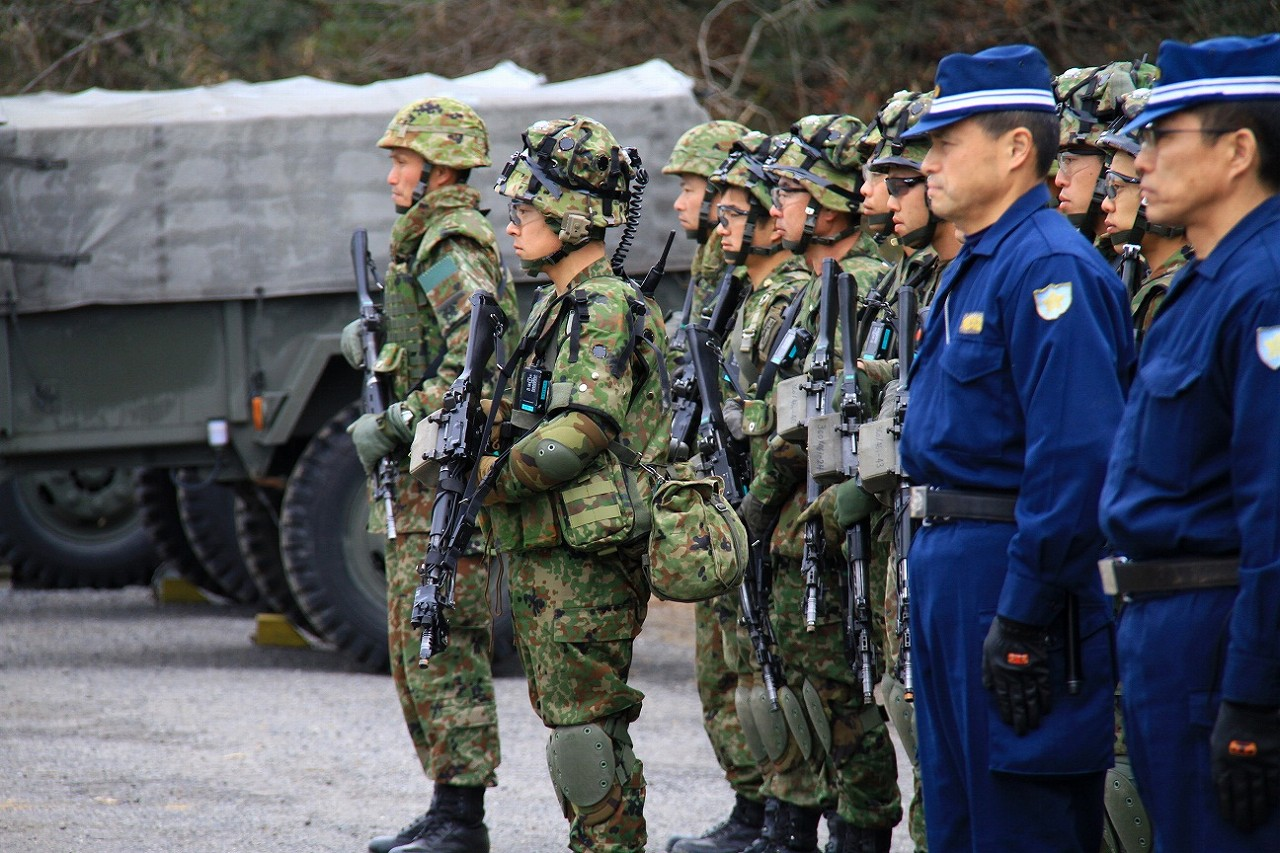
日本自衛隊派員出動與日本警察實施共同訓練

治安出動（日语：／ Chian Syutsudō）是指日本自衛隊的一種行動，也是自衛隊所賦的警察機能。依據《自衛隊法》第78條規定，面臨間接侵略等危急狀況，且認為一般警力不足以維持治安時，由日本首相命令自衛隊出勤執行治安維護:p763，而各都道府縣知事亦可援引該法第81條請求派遣自衛隊維持治安。首相下令自衛隊實施治安出動後，須於20天內提交國會以獲取承認:p812。